# Cliticum
Een cliticum (mv: clitica) is een morfeem dat nooit klemtoon krijgt en nooit syntactisch als een zelfstandig woordje voorkomt, maar wordt uitgesproken alsof het een affix is, dus alsof het deel uitmaakt van het woord dat er onmiddellijk voor of achter komt. Daardoor kan het in fonologisch opzicht als deel van een groter geheel (meestal een zinsdeel) worden beschouwd. Het woord is ontleend aan het Griekse klitikón (κλιτικόν), letterlijk ‘het leunende’ ofwel ‘leunwoord’.
Clitica die versmelten met het eropvolgende woord, worden proclitisch genoemd. Clitica die versmelten met het eraan voorafgaande woord, worden enclitisch genoemd.
Clitica spelen met name een grote rol in analytische talen. In synthetische talen zoals het Latijn kunnen ze gemakkelijker worden weggelaten, aangezien bijvoorbeeld de vorm van het werkwoord alleen al genoeg informatie geeft.

## Voorbeelden
- Nederlands ie heeft dezelfde betekenis als hij, maar komt uitsluitend voor direct na een werkwoord of voegwoord en krijgt daarbij nooit klemtoon. Wil men het wel beklemtonen, dan moet het worden vervangen door hij.
    Daar komt-ie!
Andere voorbeelden:
      'k Heb  'm  't adres van d'r ouders gegeven.
- Fries st(e) heeft dezelfde betekenis als do ‘jij’, maar komt uitsluitend voor direct na een werkwoord of voegwoord, en krijgt daarbij nooit klemtoon. Wil men het wel beklemtonen, dan moet het worden vervangen door do.
- Frans: in Ce n’est pas vrai, is het woordje n'  een cliticum. De Franse onderwerpsvorm je ‘ik’ van het persoonlijke voornaamwoord heeft dezelfde betekenis als de nadrukkelijke vorm moi, maar komt uitsluitend voor direct voor een werkwoord, en krijgt daarbij nooit klemtoon. Wil men het beklemtonen, dan wordt het woord moi ervoor geplaatst en dan draagt dat de klemtoon.
    Les autres s'en vont, mais moi, je reste. (De anderen vertrekken, maar ík blijf.)